# Expansor
El expansor es un procesador de dinámica del audio (también usado como filtro de grabaciones profesionales).
Hace el proceso inverso de un compresor, ya que aumenta el rango dinámico de la señal de audio. Tiene varios parámetros a controlar, uno es el umbral o threshold que es el que determina el nivel en el cual comienza a actuar el expansor, otro es el tiempo de ataque que es el tiempo que se demora en comenzar a actuar el expansor desde que la señal pasa por debajo del umbral, el tiempo de relajación o de decaimiento que es el tiempo que tarda en dejar de actuar cuando la señal vuelve a estar por encima del umbral, el ratio que es la relación de atenuación o expansión que es el que dice cuanto va a ser expandida la señal después de que pase del umbral por ejemplo un ratio de 1:2, 1:4, etc. para una puerta de ruido que es un caso específico del expansor el ratio es de 1:infinito, aunque con una relación de 1:10 el comportamiento es prácticamente como el de una puerta.
Se utiliza mucho para restauraciones de audio como la información que se encuentra guardada en casetes y que por culpa del tiempo y otros factores se va dañando la información que hay guardada en ellos, también es muy usado para reducir el ruido de fondo que no es deseado en grabaciones profesionales.
- Datos: Q5853241